# Культура Папуа — Новой Гвинеи
Культура Папуа-Новой Гвинеи очень сложна: по оценкам, здесь насчитывается более тысячи культурных групп. Из-за этого можно найти большое разнообразие культурных выражений. Каждая группа создала свою собственную форму искусства, танцы, обычаи, музыку и т. д.
Большинство из этих групп имеют свой собственный язык, коих насчитывается около 750, и есть много случаев, когда в каждой деревне есть уникальный язык. Для пары десятков языков было создано письмо на латинской основе в 19-20 веках. Люди обычно проживают в деревнях, которые существуют благодаря сельскому хозяйству. Охота является обычным делом, а также сбор некоторых диких растений. Люди уважают тех, кто становится хорошими охотниками, рыбаками и фермерами.

## Традиционные культуры
На реке Сепик существует всемирно известная традиция резьбы по дереву. Эти резчики создают формы растений или животных, потому что они верят, что это их предки и потому что они чувствуют себя красивыми. Они также создают традиционные портреты черепа. Также в коллекциях музеев мира широко представлены малаганские художественные традиции Новой Ирландии.

## Музыка
Христианские миссионеры не одобряли папуасскую народную музыку на протяжении всего колониального периода истории страны. Даже после обретения независимости внешний мир мало знал о традиционных музыкальных жанрах разных народов. После 1872 года иностранцы ввели христианские гимны, включая григорианское пение. Peroveta anedia, ute и taibubu, все формы полинезийской музыки, также были представлены в этот период. Золотая лихорадка принесла приток австралийских шахтеров, которые принесли с собой орган рта.
Традиционные праздники, которые включают песни, танцы, праздники и подарки, называются пением. Яркие и красочные костюмы украшают танцоров, в то время как лидер и хор поют в шахматном порядке одну и ту же песню, производя эффект фуги. В 1993 году телевидение распространилось по всей стране, и американская популярная музыка продолжала влиять на папуасскую музыку, учитывая распространение радио со времен Второй мировой войны.

## Изобразительное искусство
Существует богатая и разнообразная традиция визуального искусства. В частности, Папуа-Новая Гвинея всемирно известна своими резными деревянными скульптурами: масками, каноэ, раскадровками. Многие из лучших коллекций хранятся в зарубежных музеях.